# NGC 1601
NGC 1601 is een lensvormig sterrenstelsel in het sterrenbeeld Eridanus. Het hemelobject werd op 14 januari 1849 ontdekt door de Ierse astronoom William Parsons.

## Synoniemen
- PGC 15413
- MCG -1-12-18
- NPM1G -05.0198